# Гергард Ліндеманн
Гергард Ліндеманн (нім. Gerhard Lindemann; 2 серпня 1896, Ферден-ан-дер-Аллер — 28 квітня 1994, Бремен) — німецький офіцер, генерал-майор вермахту (1 липня 1944). Кавалер Лицарського хреста Залізного хреста з дубовим листям.

## Біографія
Учасник Першої світової війни. 31 березня 1920 року демобілізований. 1 липня 1934 року повернувся на службу в піхоту. З 26 серпня 1939 року — командир батальйону 489-го піхотного полку. Учасник Французької кампанії. З 1 січня 1941 року — командир батальйону 102-ї піхотної дивізії. Учасник німецько-радянської війни. З грудня 1941 по листопад 1943 року — командир 216-го піхотного полку. В квітні-травні 1944 року командував корпусною групою C. З травня 1944 року виконував обов'язки командира 361-ї піхотної дивізії. 22 липня 1944 року взятий в полон радянськими військами під Бродами. Учасник діяльності Національного комітету «Вільна Німеччина». 31 серпня 1949 року засуджений військовим трибуналом до 25 років таборів. 7 жовтня 1955 року переданий владі ФРН і звільнений.

## Нагороди
- Залізний хрест
  - 2-го класу (5 жовтня 1915)
  - 1-го класу (25 квітня 1918)
- Почесний хрест ветерана війни з мечами
- Медаль «За вислугу років у Вермахті» 4-го класу (4 роки)
- Застібка до Залізного хреста
  - 2-го класу (24 травня 1940)
  - 1-го класу (10 червня 1940)
- Німецький хрест в золоті (7 березня 1942)
- Медаль «За зимову кампанію на Сході 1941/42»
- Лицарський хрест Залізного хреста з дубовим листям
  - лицарський хрест (25 січня 1943)
  - дубове листя (№ 580; 10 вересня 1944)